# Haxäng
Haxäng is een plaats in de gemeente Östersund in het landschap Jämtland en de provincie Jämtlands län in Zweden. De plaats heeft 61 inwoners (2005) en een oppervlakte van 13 hectare. De plaats ligt aan de noordoever van het meer Locknesjön. De plaats wordt direct omringd door landbouwgrond, maar deze landbouwgrond gaat al snel over in naaldbos. Ongeveer één kilometer ten westen van de plaats loopt de Europese weg 45 en ongeveer één kilometer ten oosten de Europese weg 14, deze twee wegen komen vlak boven de plaats samen. Ongeveer twee kilometer ten noorden van Haxäng ligt de grotere plaats Brunflo.